# Robert Vinkler Richardson
Robert Vinkler Richardson (4 novembre 1820 - 6 janvier 1870) est un brigadier général de l'armée des États confédérés pendant la guerre de Sécession.

## Avant la guerre
Richardson naît dans le comté de Granville, en Caroline du Nord, le 4 novembre 1820. Sa famille part dans le comté d'Hardeman, au Tennessee, quand il est enfant. Richardson est admis au barreau et déménage à Memphis, dans le Tennessee, en 1847 pour y pratiquer. Il a des relations d'affaires avec Nathan Bedford Forrest et Gideon J. Pillow.

## Guerre de Sécession
Pendant la première partie de la guerre, Richardson sert sous les ordres de Pillow, et recrute le 12th Tennessee Cavalry (aussi connu comme le 1st Tennessee Partisan Rangers) et est élu colonel de l'unité,. Richardson participe à la bataille de Shiloh et au siège de Corinth. Il est affecté au commandement de Forrest à l'automne de 1863. Le 3 décembre, il est nommé brigadier général ; cependant, après avoir été confirmée, sa nomination est renvoyée par le sénat confédéré à la demande du président Jefferson Davis, le 9 février 1864. À partir de ce moment jusqu'à la fin de la guerre, son régiment est affecté au commandement de James R. Chalmers.
Une communication de Richardson datée du 28 octobre 1863 à Water Valley, MS indique les conditions de vie difficiles vécues pendant la guerre : « Pour Dieu et le bien du pays, faites en sorte que votre quartier-maître juste prometteur, mais n'obtempérant jamais m'envoie des poêles, des fours, des marmites, ou quoi que ce soit d'autre qui fera cuire le pain ou faire frire la viande. Je veux des vêtements, des chaussures et des couvertures pour mes hommes nus et frigorifiés... Je ne combat plus, jusqu'à ce que j'obtienne quelque chose à cuire ».

## Après-guerre et meurtre
Après la guerre, Richardson voyage à l'étranger et vit à l'étranger. Il retourne à Memphis et travaille à la construction de digues et de chemins de fer avec Forrest. Après avoir fait halte dans une taverne à Clarkton, au Missouri, le 5 janvier 1870, il est abattu par un agresseur inconnu qui tire sur lui avec un fusil de chasse de derrière un wagon dans la cour de taverne. Il meurt le lendemain et est enterré dans le cimetière d'Elmwood à Memphis,.